# Галактика-супутник

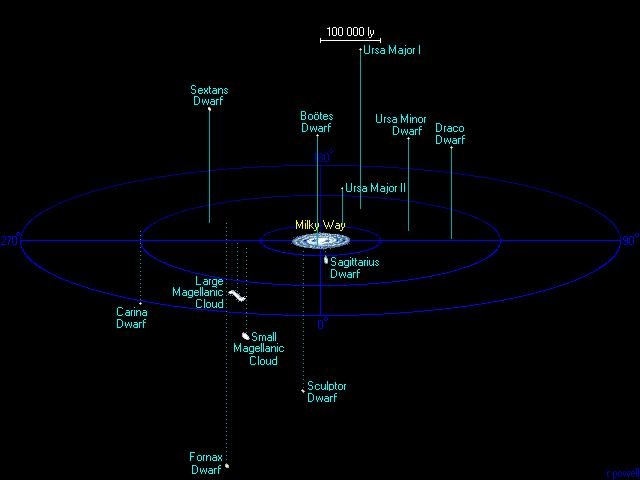
Галактики-супутники Чумацького Шляху

Галактика-супутник — особлива категорія галактик, які обертаються навколо інших, набагато масивніших галактик. Якщо одна із гравітаційно пов'язаних галактик має набагато більшу масу, ніж інша, то вона вважається головною, а менша — супутником. Якщо ж обидві галактики мають приблизно однакові маси, то таку структуру називають подвійною галактичною системою.
Результатом подібної взаємодії може стати зіткнення, об'єднання, деформація галактик або перетягування частини матерії із однієї галактики в іншу. В таких випадках важко сказати де завершується одна галактика, а починається інша. При зіткненнях галактик не відбувається зіткнення окремих об'єктів — зір, планет тощо, через величезні відстані між ними.
Вважається, що центральна галактика та галактики-супутники по-різному взаємодіють з темною матерією. В той час, як головні галактики знаходяться в центрі гало із темної матерії, галактики-супутники пов’язані із субгало.